# Rediu, Cluj
Rediu (în maghiară Rőd) este un sat în comuna Aiton din județul Cluj, Transilvania, România.

## Istoric
Satul apare atestat prima oară în 1292 ca și Rewd, apoi în 1500 sub denumirile Olah Rewd și Magyar Rewd .
Pe Harta Iosefină a Transilvaniei din 1769-1773 (Sectio 095) apare sub numele de Röd.

## Lăcașuri de cult

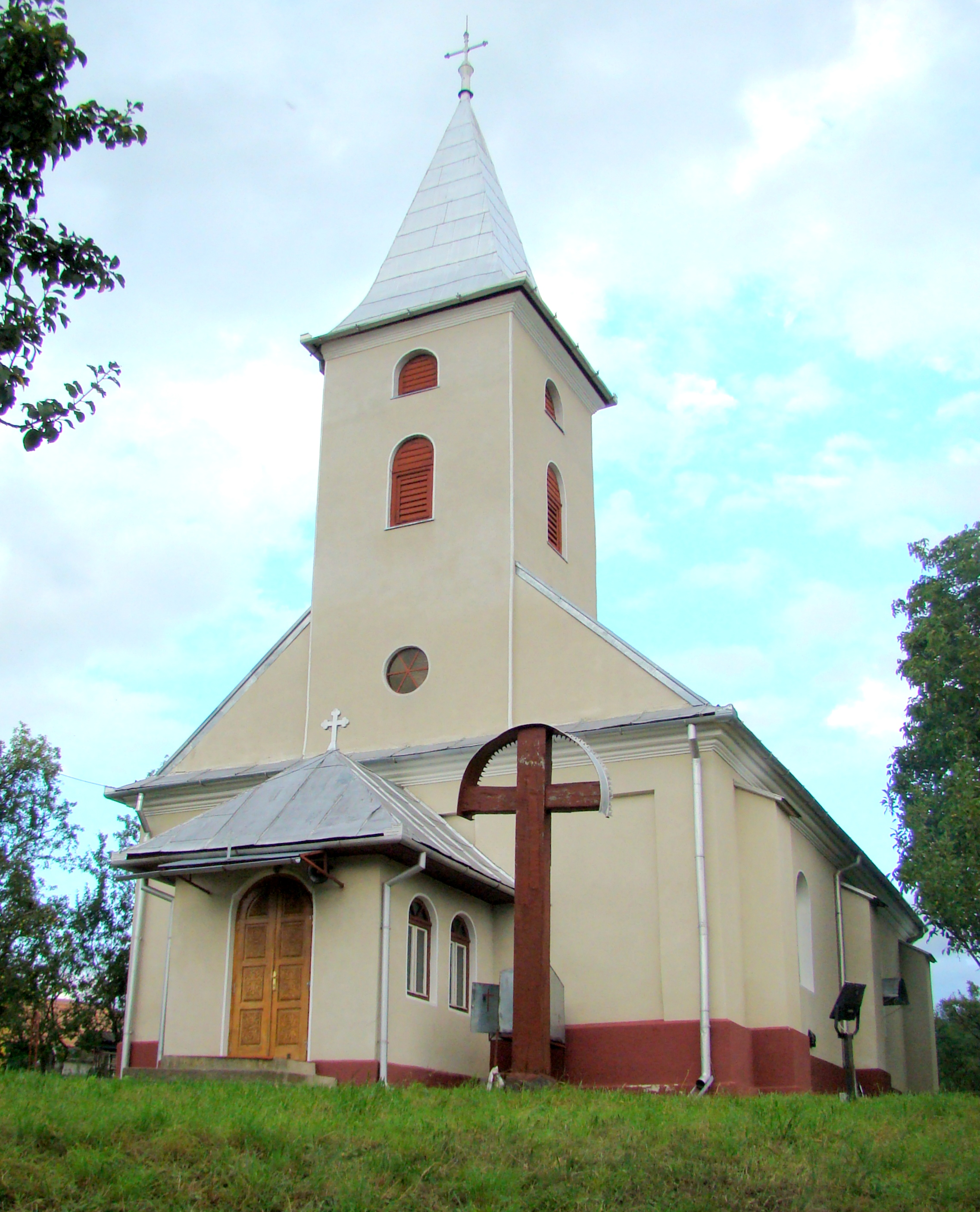
Biserica ortodoxă „Sfinții Arhangheli Mihail și Gavriil” (1882)

Biserica a fost finalizată în anul 1882, după lucrări care au durat peste două decenii. Lucrările începuseră în timpul păstoririi preotului Bazil Oros. Lăcașul de cult a suferit modificări importante în anul 1910, când a fost mărit până la dimensiunile actuale. Biserica a fost grav avariată în timpul celui de-al doilea război mondial, din acest motiv nu s-a putut sluji în ea timp de trei ani (1944-1947). 

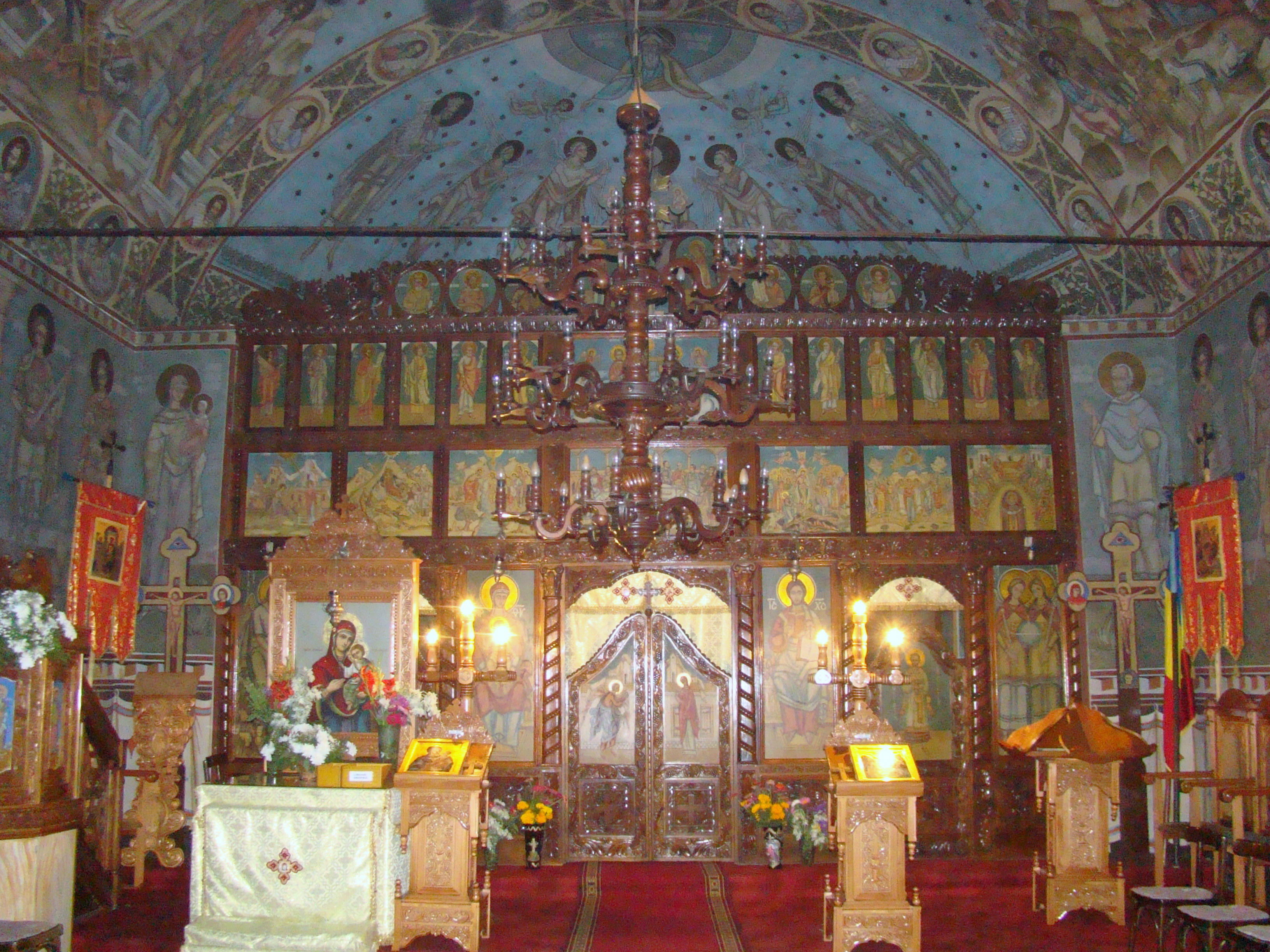
Biserica ortodoxă (nava spre iconostas)

Lucrări ample de renovare au avut loc între anii 1982-1983. Atunci biserica a fost împodobită iconografic, în tehnica tempera, de pictorul Iacob Varga din Cluj-Napoca și a primit un iconostas nou, confecționat din lemn de stejar, de sculptorul Frătean Gligor din Turda. Biserica a fost sfințită în data de 8 iulie 1984, ierarhul care a sfințit-o fiind Preasfințitul Iustinian Chira Maramureșanul, pe atunci episcop vicar al Arhiepiscopiei Vadului, Feleacului și Clujului.

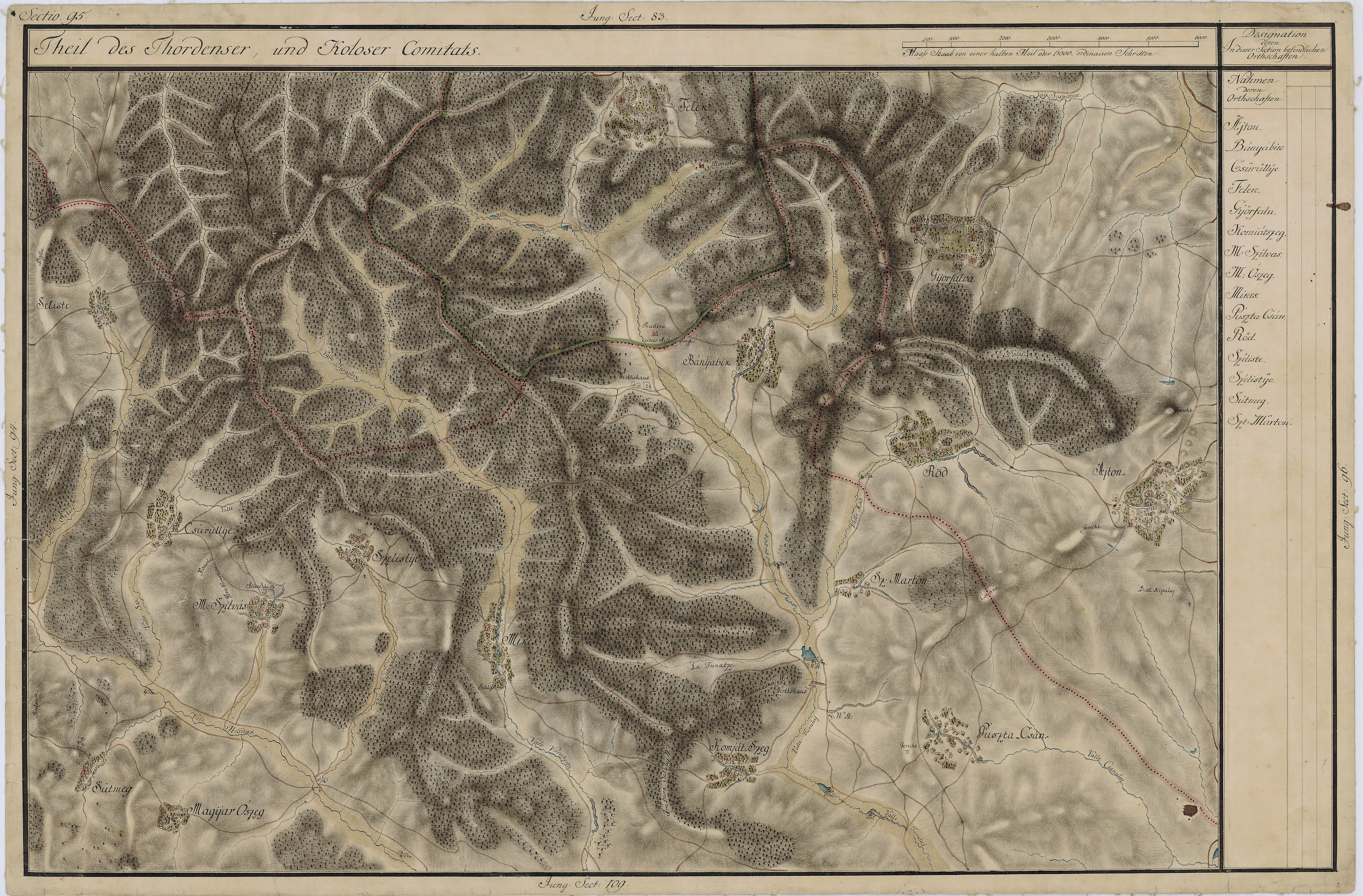
Rediu (Röd) pe Harta Iosefină a Transilvaniei,
1769-1773 (sectio 095)

## Monument
Așezarea romană (plasată extravilan, între satele Rediu și Mărtinești) este înscrisă pe Lista monumentelor istorice din județul Cluj, elaborată de Ministerul Culturii din România în anul 2015.

## Date geografice
Pe teritoriul acestei localități se găsesc izvoare sărate, saramura fiind întrebuințată din vechi timpuri de către localnici.

## Galerie de imagini

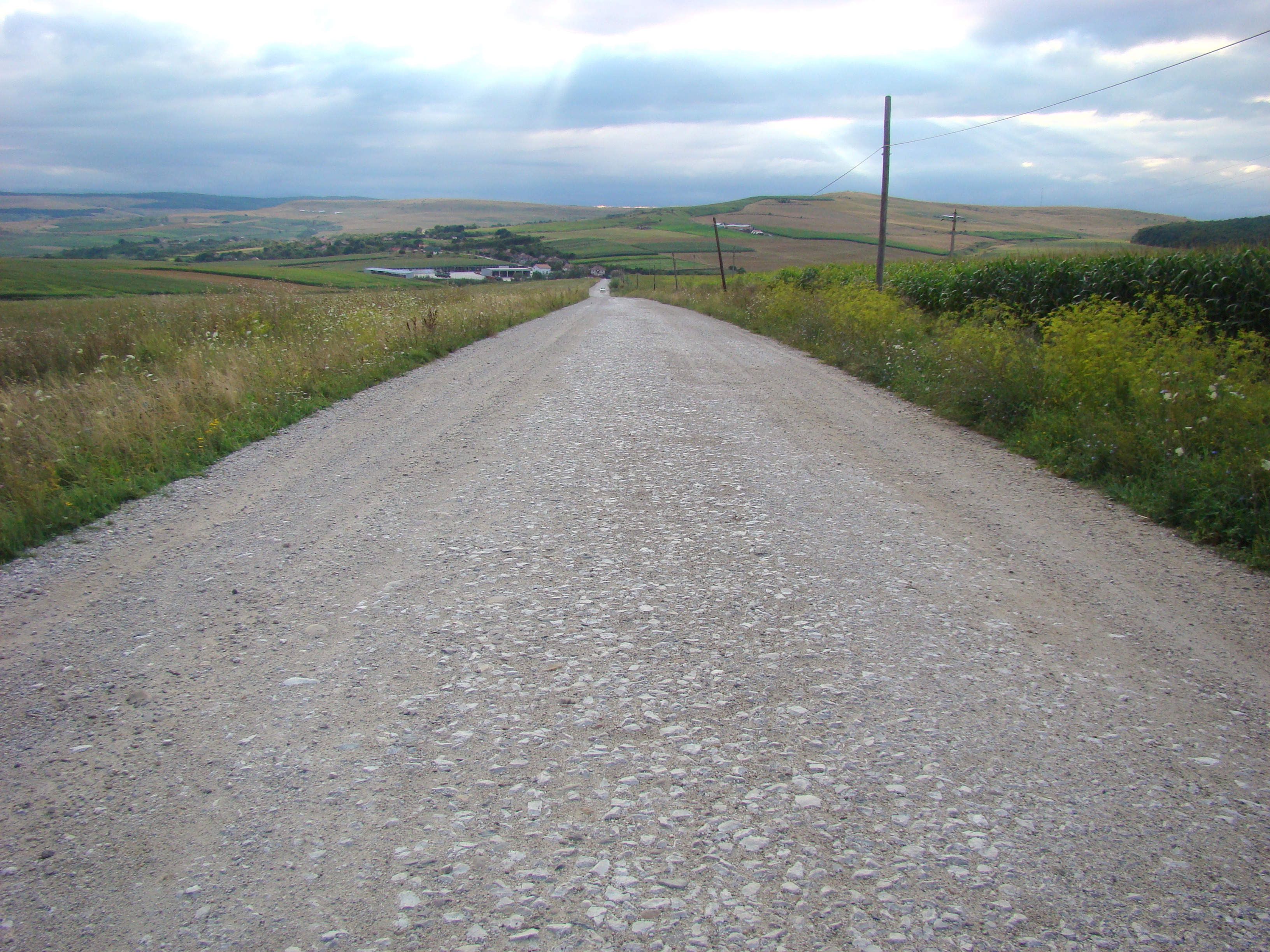
Drumul comunal Aiton-Rediu
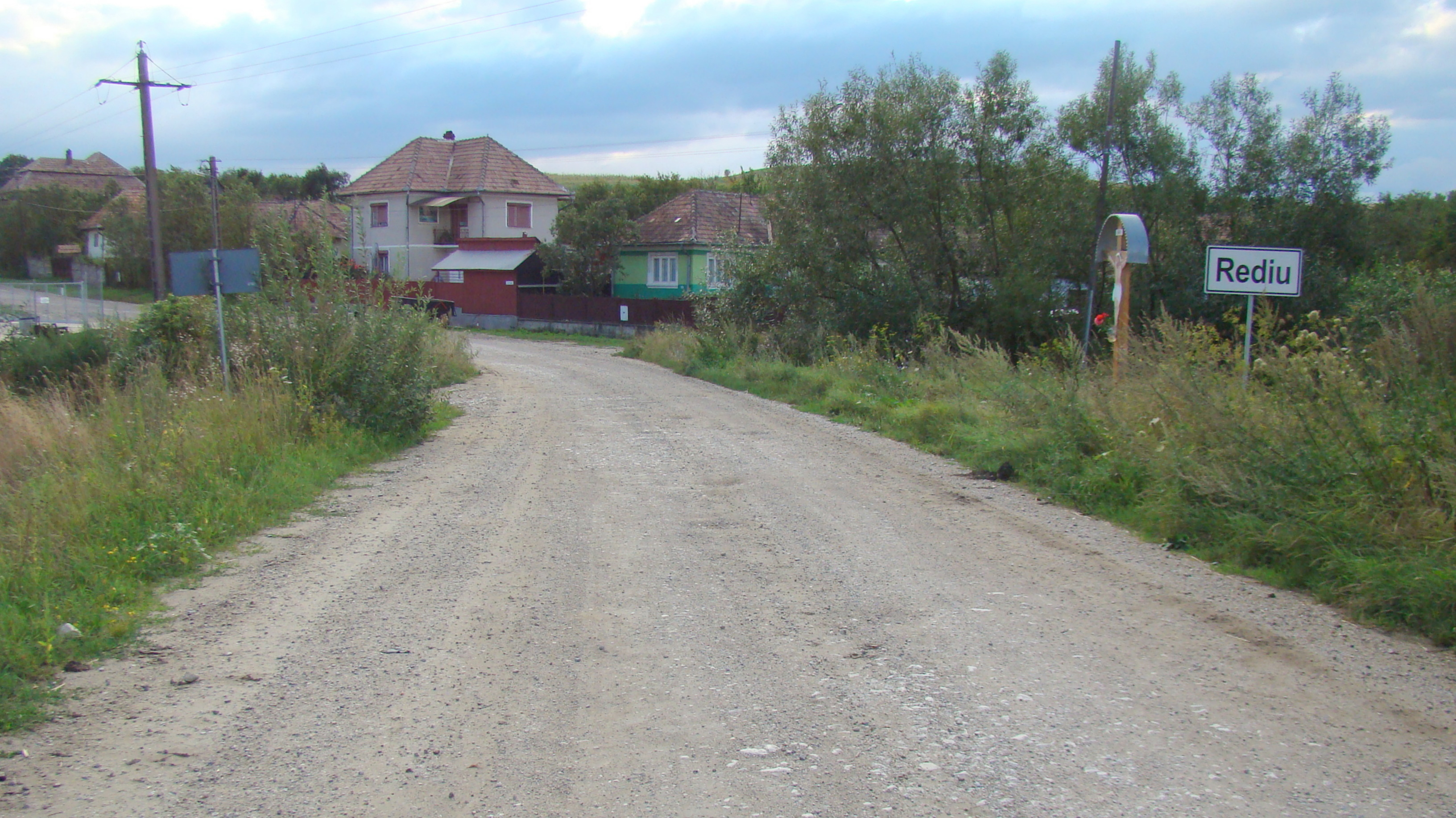
Intrarea în localitate
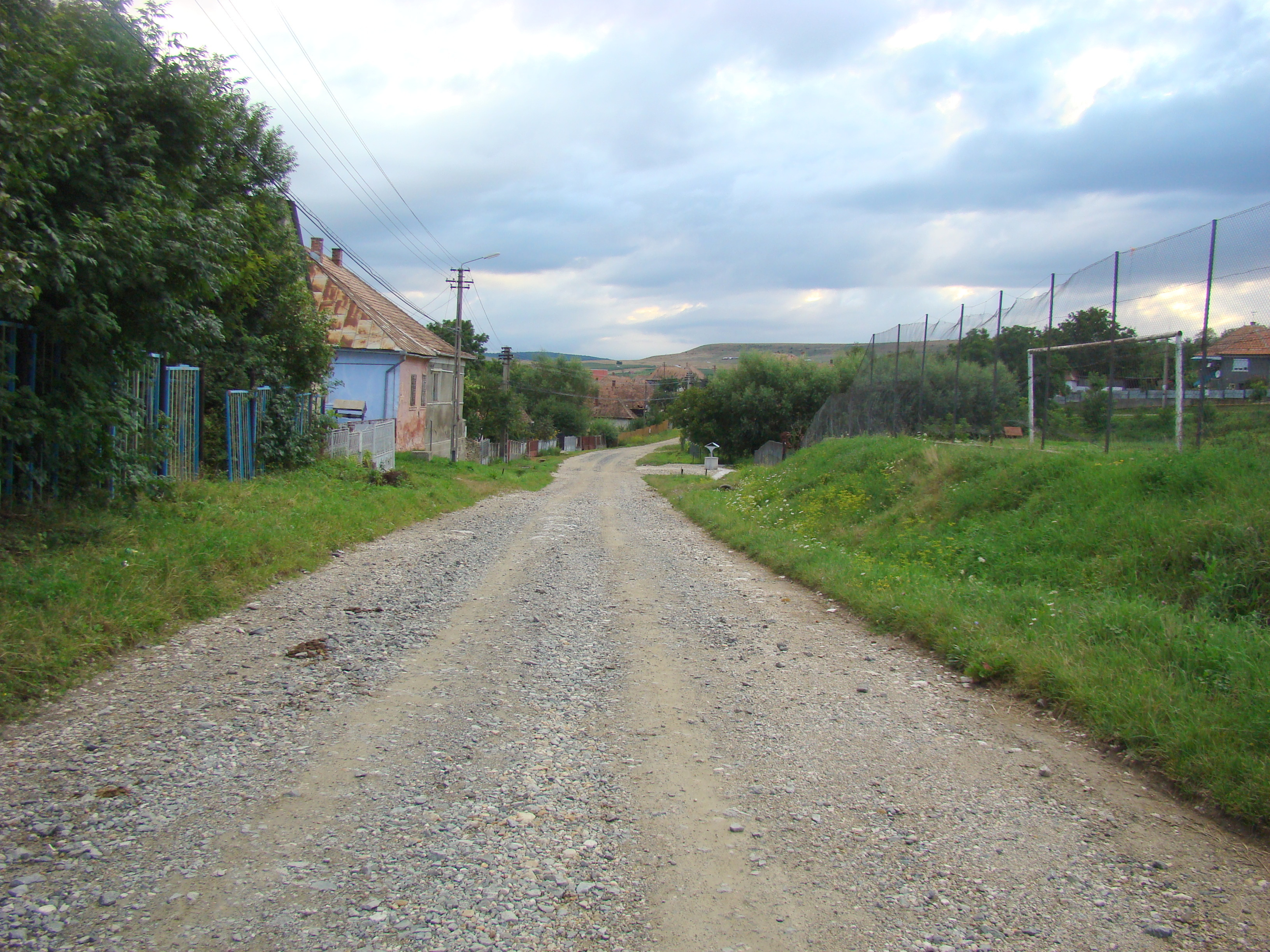
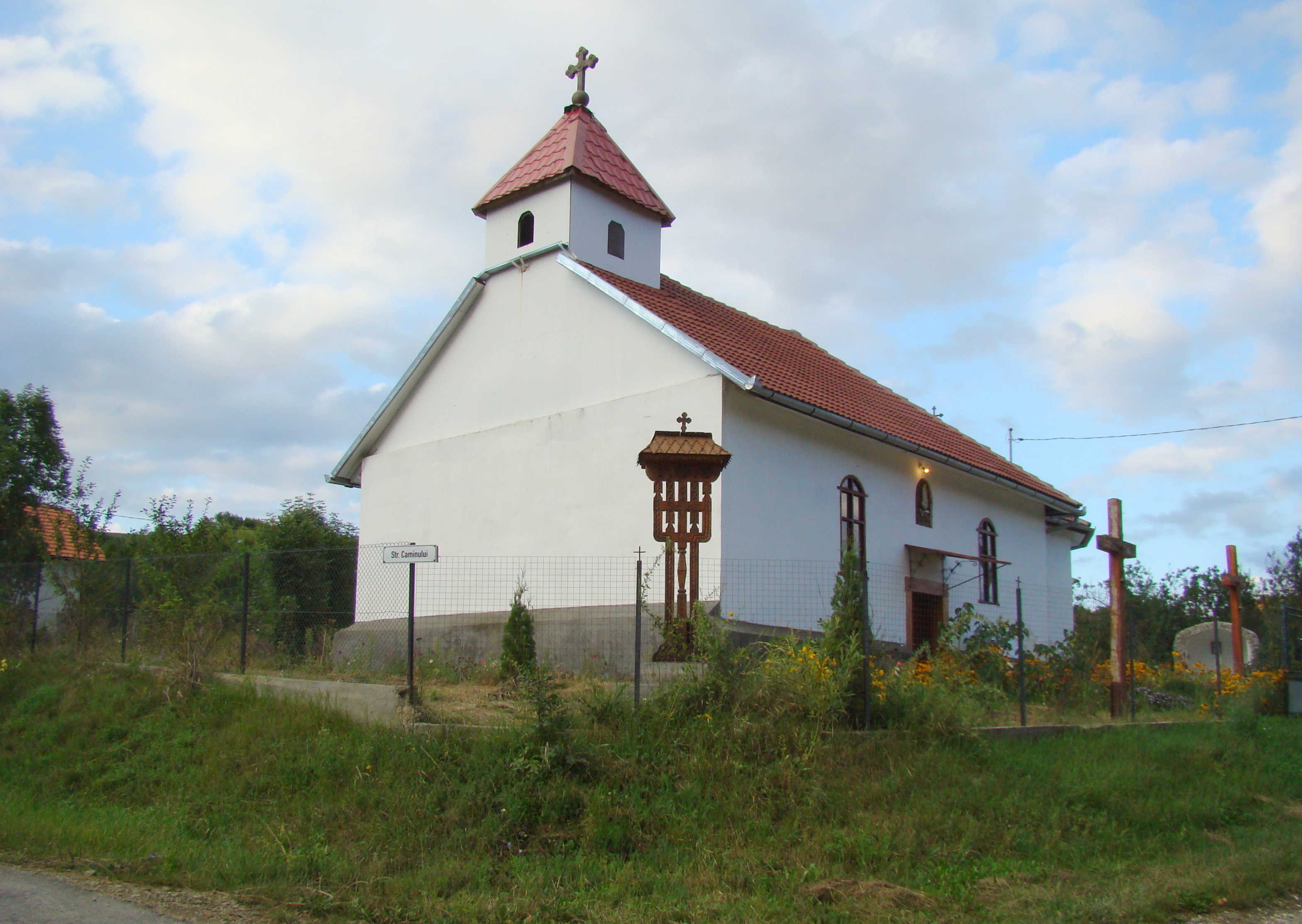
Biserica greco-catolică (fostă reformată, 1905)
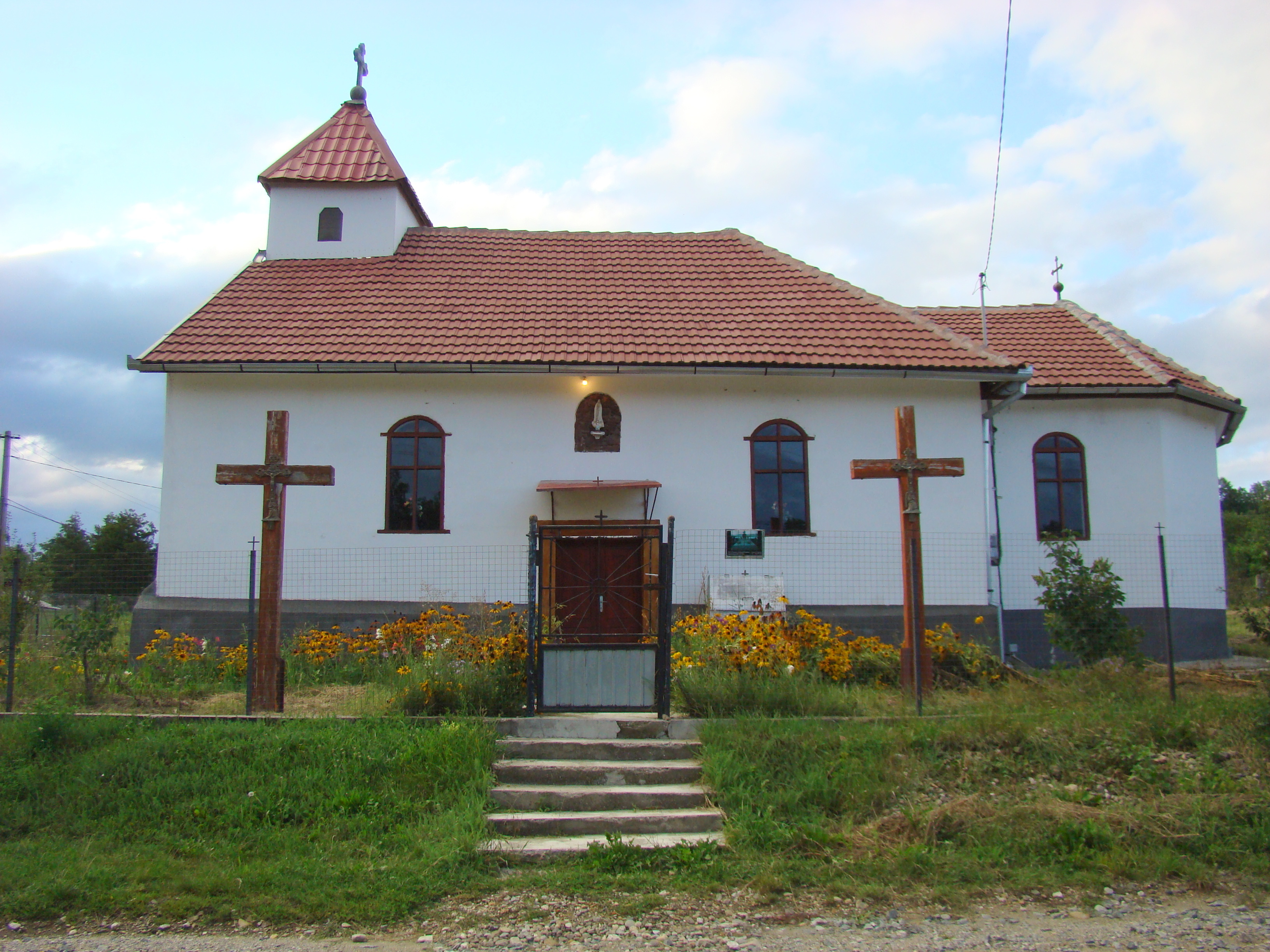
Biserica greco-catolică (fostă reformată, 1905)
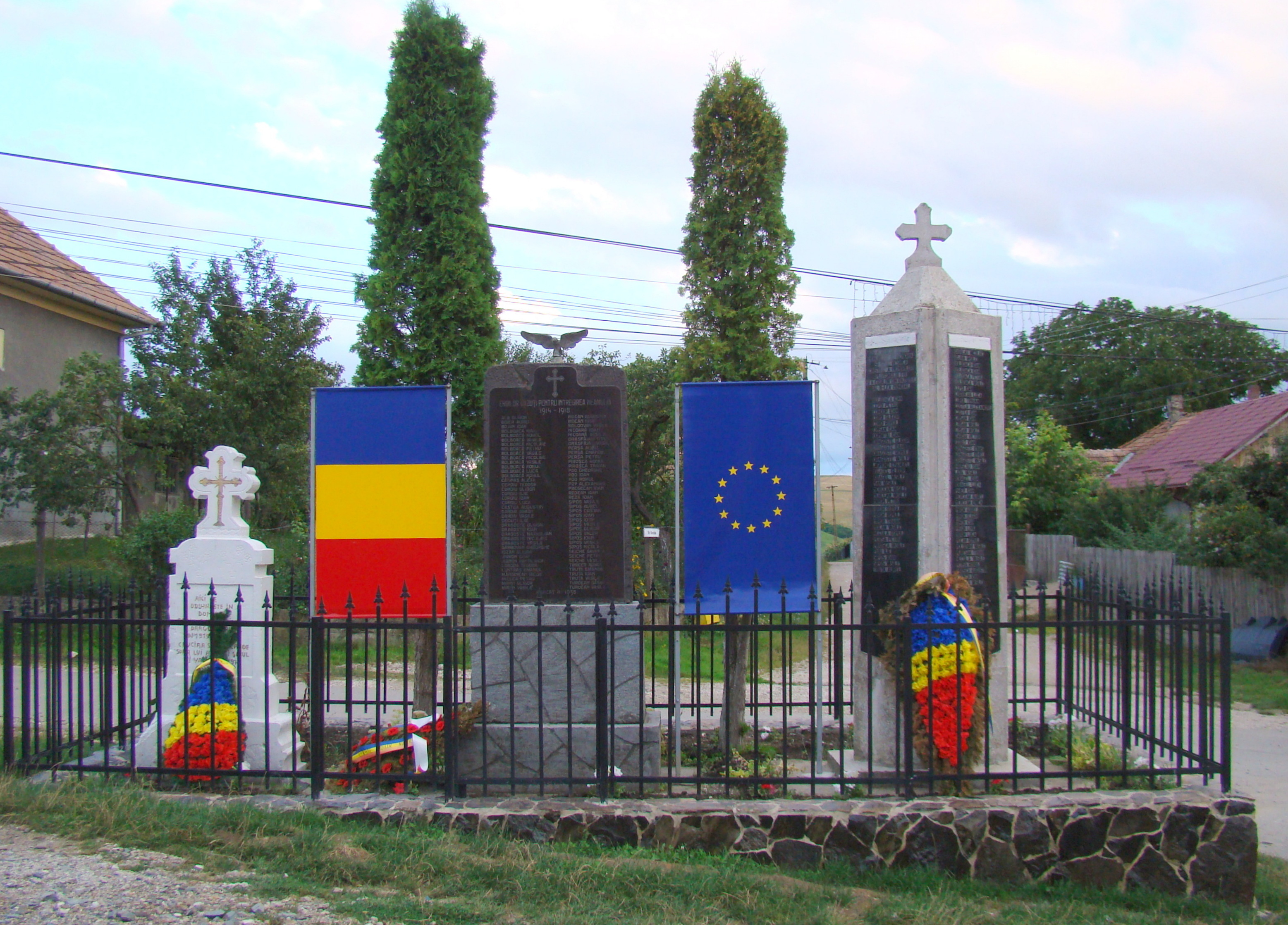
Monumentul eroilor
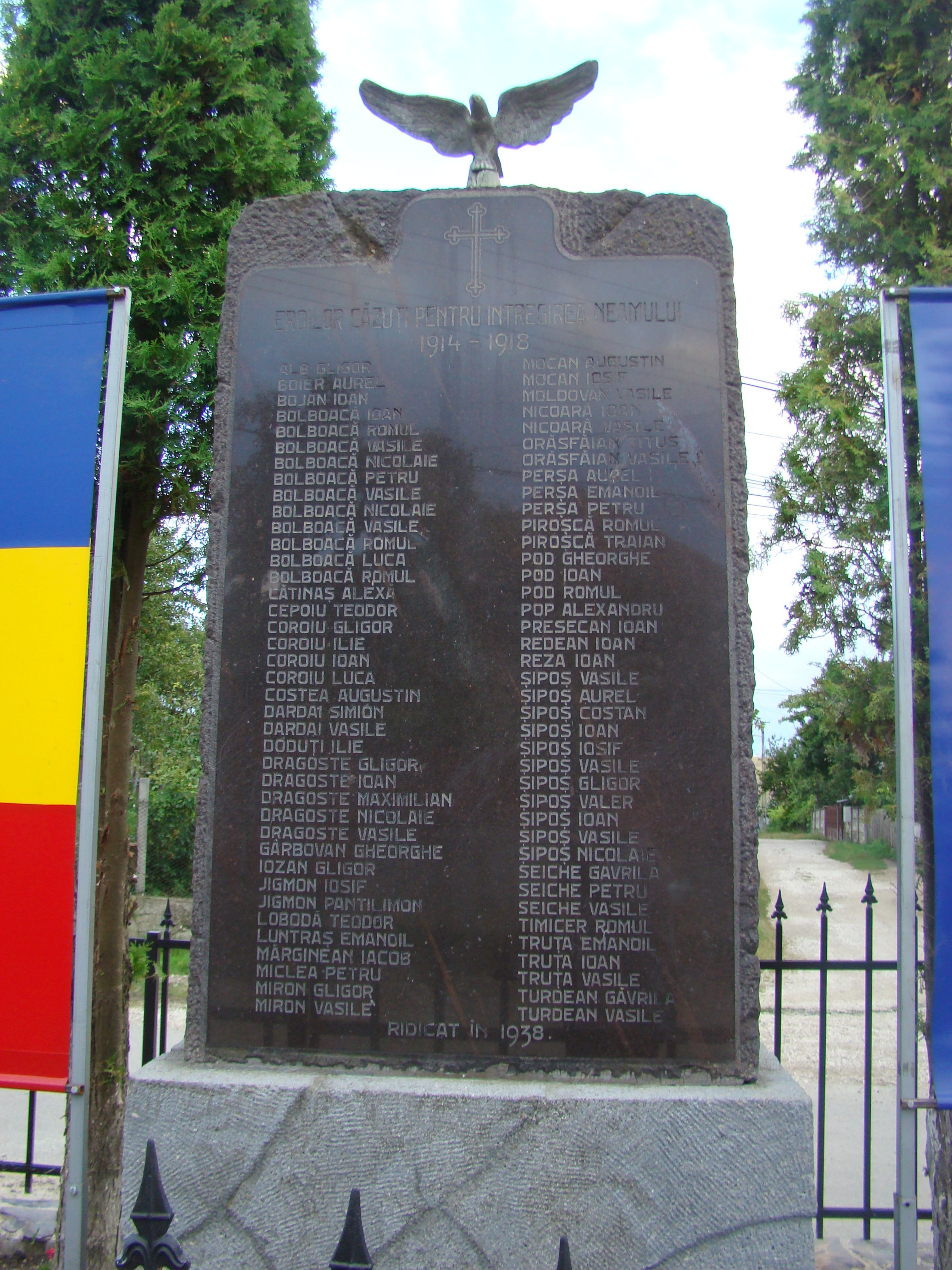
Monumentul eroilor (detaliu)
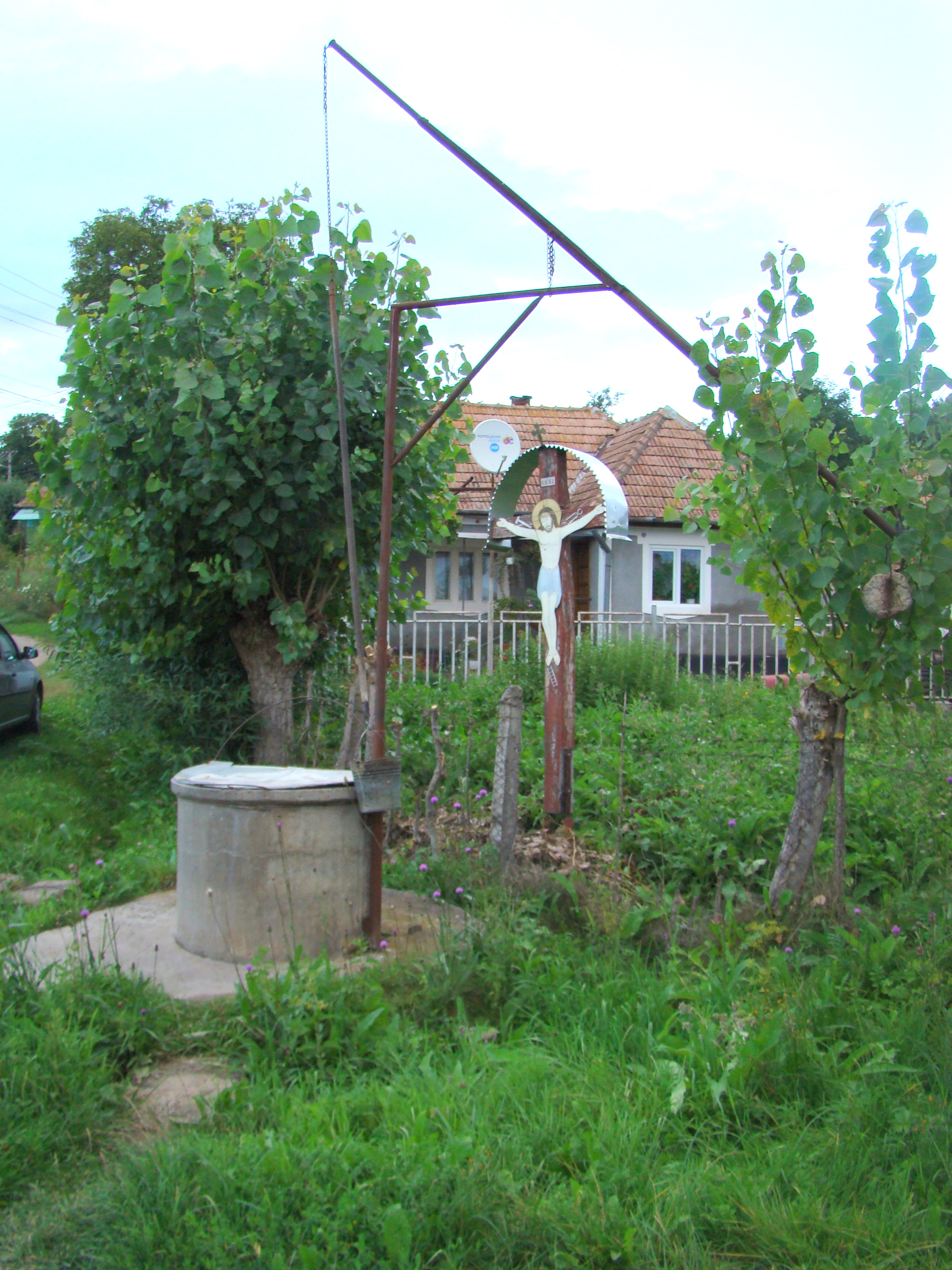
Fântână cu cumpănă
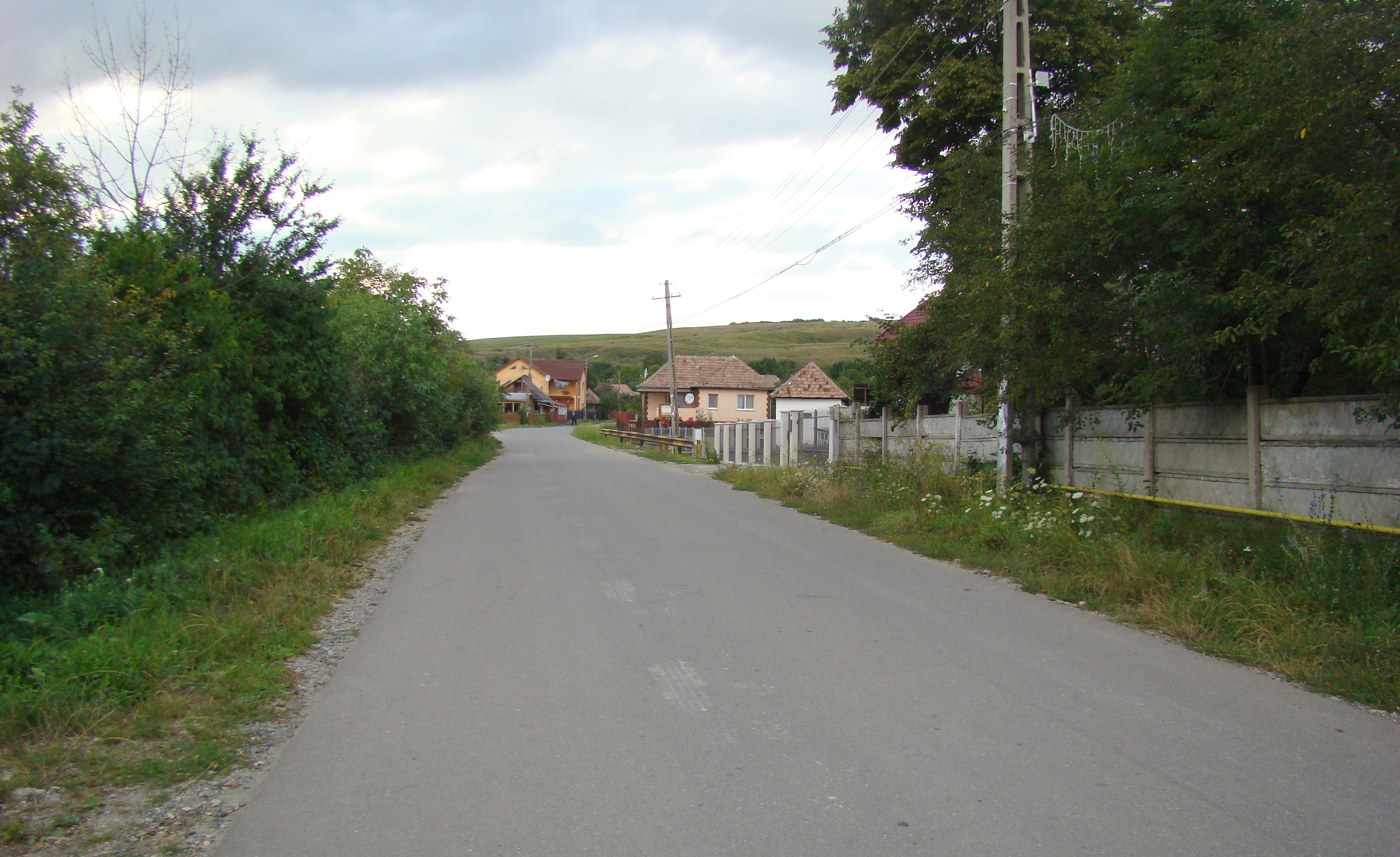
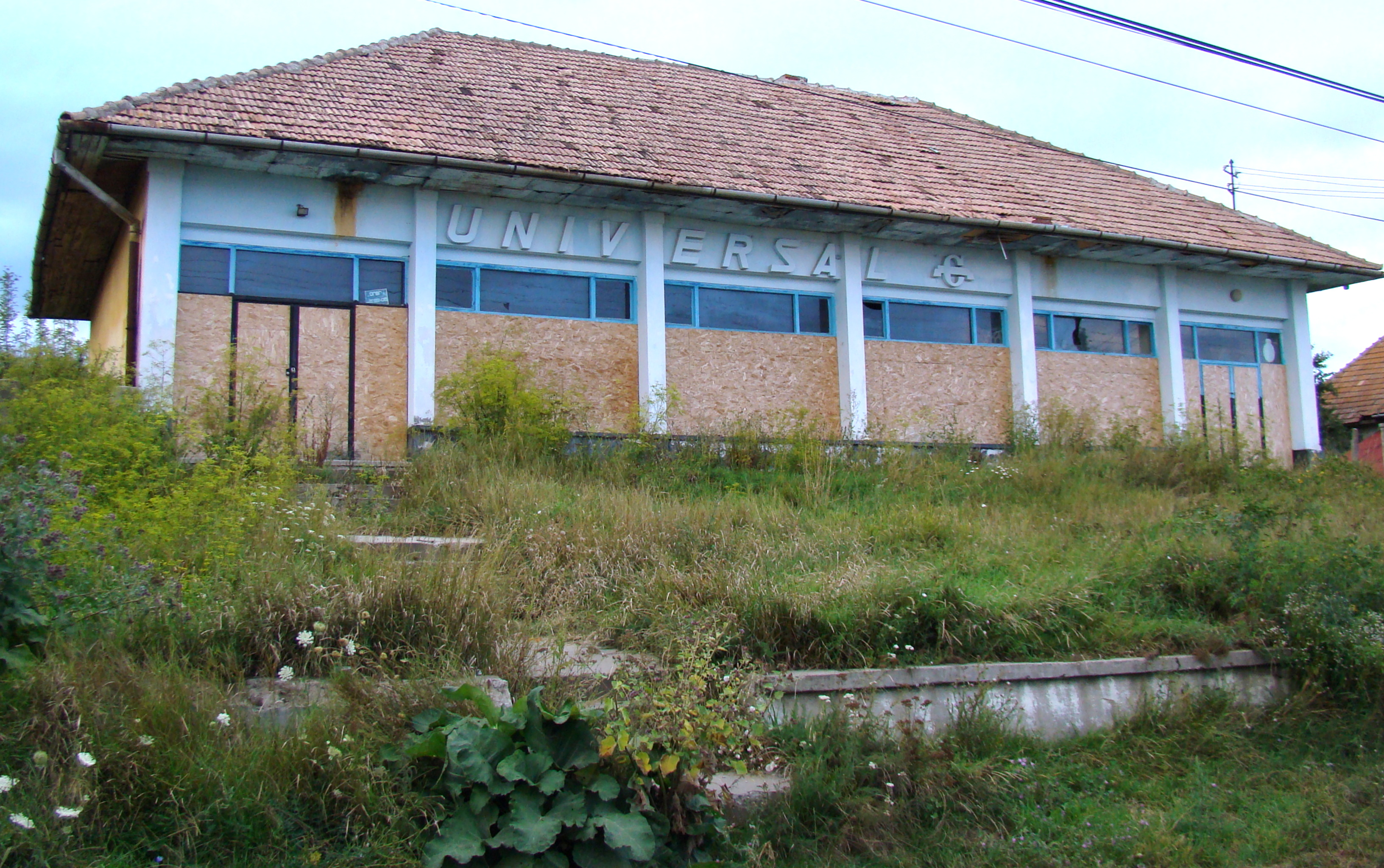
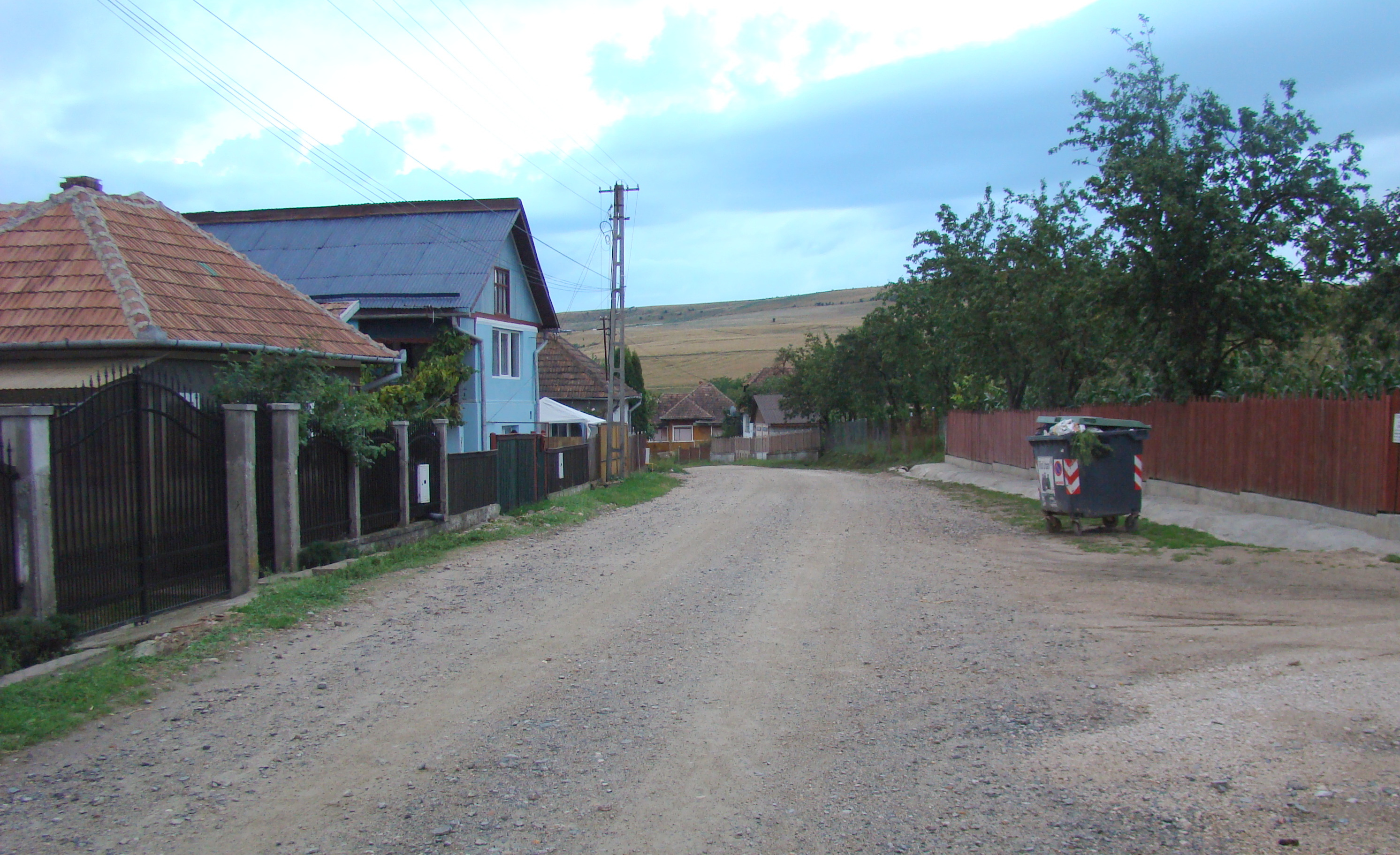
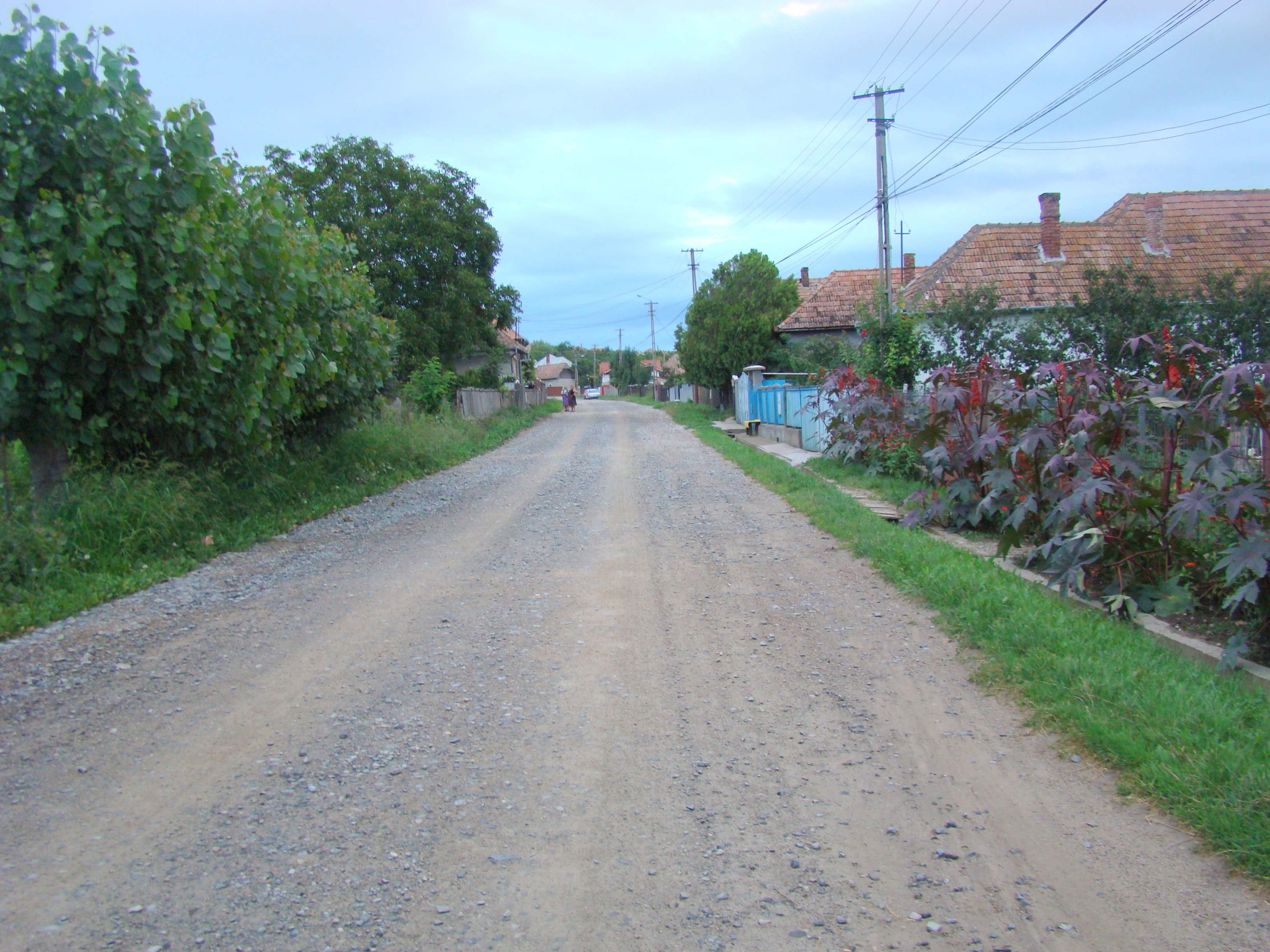